# Pindoretama
Pindoretama é um município brasileiro do estado do Ceará. Localizado no litoral leste do Estado, faz parte da Região Metropolitana de Fortaleza e pertencente a microrregião de Cascavel. Sua população estimada em 2016 pelo Instituto Brasileiro de Geografia e Estatística é cerca de 20.430 mil habitantes. A sua área territorial é de 72,85 km². Conhecida também como a Capital da Rapadura e Princesinha do Litoral.

## Toponímia
A palavra pindoretama tem origem tupi e significa "terra das palmeiras", de pindó (palmeira) e retama (terra; terra natal; região).

## Origem
Pindoretama surgiu entre os anos de 1876 a 1877, quando o governo imperial de D. Pedro II decidiu estabelecer, por meio de um telégrafo, comunicação direta entre as cidades de Aracati e Fortaleza. Para tanto, foi necessária a abertura de uma estrada, onde deveriam ser instalados os postes e passar a linha telegráfica, inaugurada em 17 de fevereiro de 1878, com extensão de cerca de 141 km. Inicialmente, essa estrada ficou conhecida como "Estrada Nova", "Estrada Telegráfica" e "Estrada do Fio", e passava no Centro de Pindoretama, por onde hoje são a Rua José Franco (Rua do Cemitério) e Avenida Capitão Nogueira. Às margens da estrada foi sendo ocupada e habitada por pessoas que vieram trabalhar na sua construção e com o passar do tempo transformou-se num povoado pertencente ao município de Cascavel.

## Clima
Tropical Quente Semi-árido; Brando e Tropical Quente Subúmido. Com chuvas de janeiro a maio.

## Evolução política

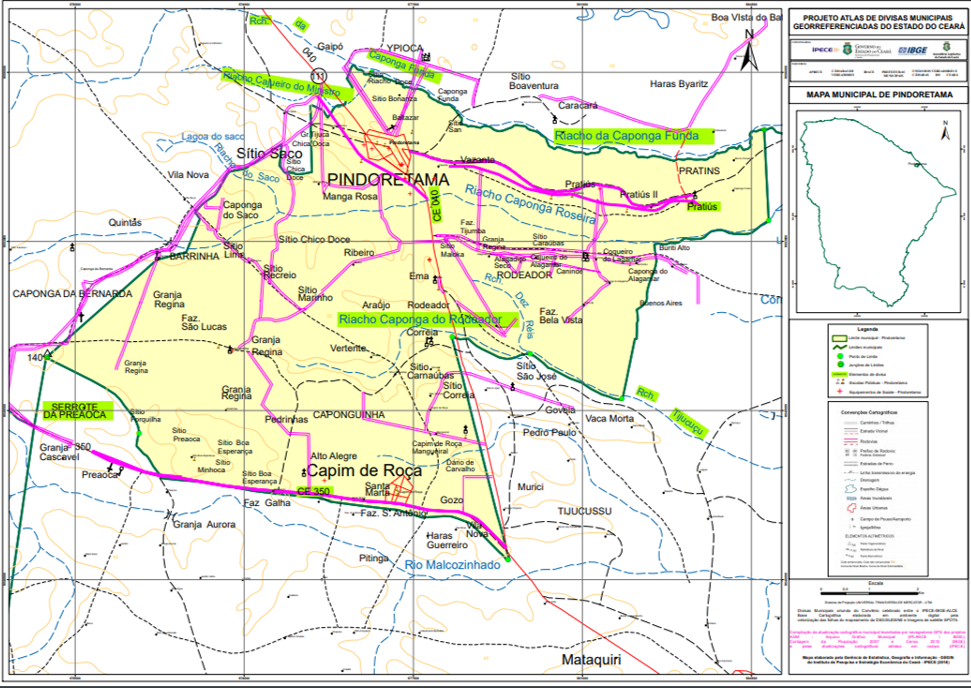
Mapa de Pindoretama

A elevação do povoado à categoria de Vila provém de ato governamental datado de 8 de novembro de 1894, com o nome de Baixinha. Em divisão administrativa referente ao ano de 1911, o distrito de Baixinha pertence ao município de Cascavel. Pela Lei Estadual nº 2.738, de 28 de outubro de 1929, o distrito passou a denominar-se Palmares, assim permanecendo até 1943, quando pelo Decreto-Lei Estadual nº 1.114, de 30 de dezembro de 1943, o distrito de Palmares passou a denominar-se Pindoretama.
Inicialmente, a elevação do distrito a município ocorreu através da Lei Estadual nº 6.310, de 20 de maio de 1963, porém o município não chegou a ser instalado. Por força da Lei Estadual nº 8.339, de 14 de dezembro de 1965, o município criado retornou a ser distrito de Cascavel e somente em 1987, por meio da Lei Estadual nº 11.413, de 28 de dezembro, o município foi criado definitivamente, desmembrado do município de Cascavel, constituindo-se do território do distrito de Pindoretama e parte dos distritos de Guanacés e Capim de Roça.
O município foi instalado em 1989, no dia 1º de janeiro, constituindo-se de um distrito Sede até 2005, quando o município foi dividido em cinco distritos: Sede (Criado pela Lei Municipal nº 251, de 6 de setembro de 2005), Pratiús (Criado pela Lei Municipal nº 247, de 6 de setembro de 2005), Capim de Roça (Criado pela Lei Municipal nº 244, de 6 de setembro de 2005), Ema (Criado pela Lei Municipal nº 249, de 7 de setembro de 2005) e Caponguinha (Criado pela Lei Municipal nº 242, de 6 de setembro de 2005).
A Lei Estadual nº 16.198, de 29 de dezembro de 2016, estabeleceu novos limites para o Município de Pindoretama.
| Código do IBGE | Distrito                    | Data de criação        |
| -------------- | --------------------------- | ---------------------- |
| 231085205      | Pindoretama (Sede)          | 06 de setembro de 2005 |
| 231085210      | Capim de Roça (Pindoretama) | 25 de maio de 1990     |
| 231085215      | Caponguinha (Pindoretama)   | 06 de setembro de 2005 |
| 231085220      | Ema (Pindoretama)           | 07 de setembro de 2005 |
| 231085225      | Pratiús (Pindoretama)       | 25 de maio de 1990     |

## Prefeitura Municipal

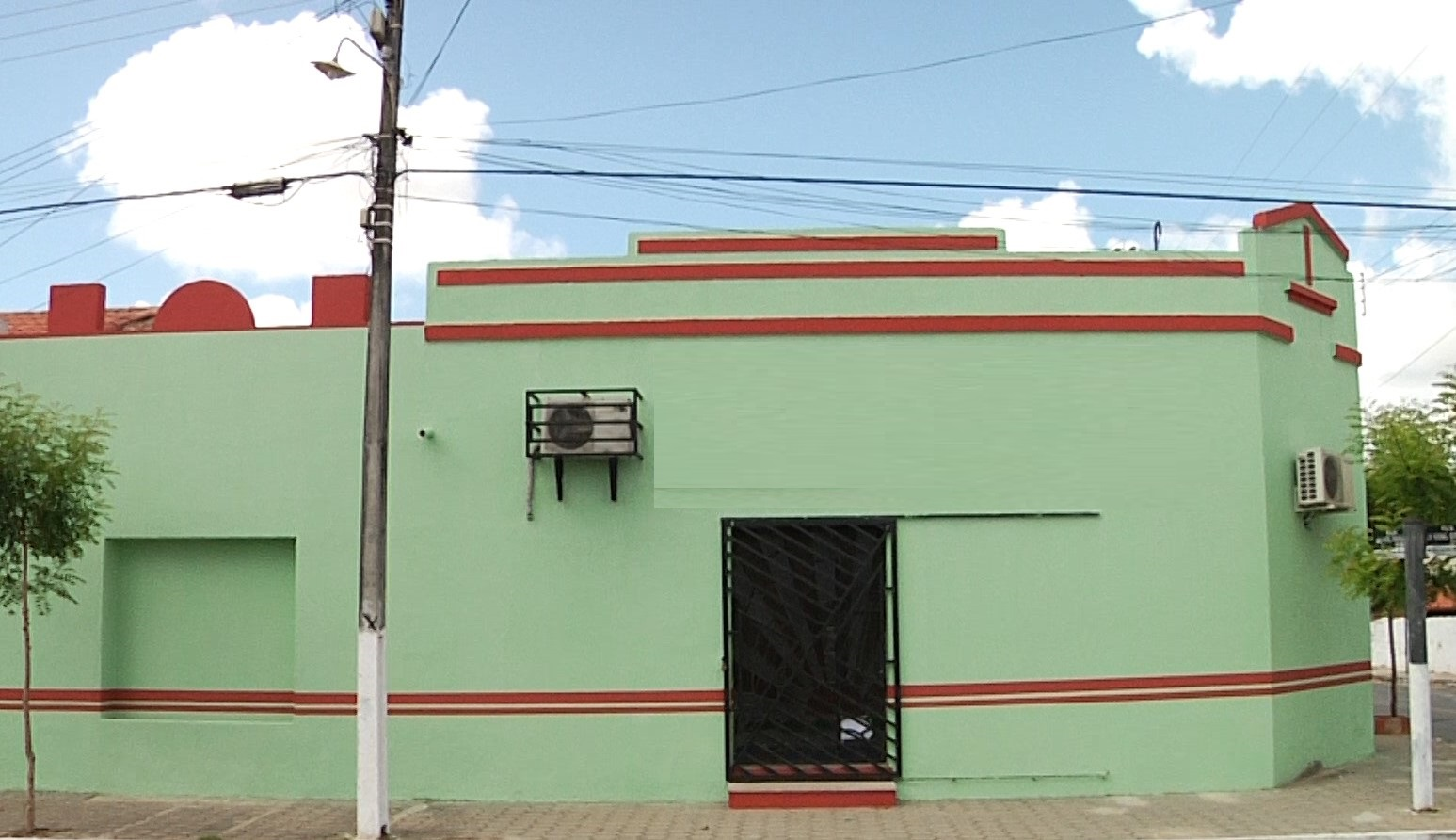
Prefeitura de Pindoretama
Rua Juvenal Gondim, 221 - centro

Prefeito José Maria Mendes Leite
Vice-Prefeito Raimundo Cândido
Lista de prefeitos de Pindoretama

## Câmara Municipal
A Câmara Municipal de Pindoretama foi solenemente instalada no dia 1º de janeiro de 1989. Nesse mesmo dia foram empossados os primeiros vereadores, vice-prefeito e o prefeito.
Os primeiros vereadores foram eleitos em 15 de novembro de 1988, a princípio nove tomaram posse, depois foram empossados mais dois, totalizando onze.
O primeiro presidente foi o advogado Fernando Holanda Costa, de 1989 a 1990, que também foi o presidente da Assembleia Municipal Constituinte que elaborou a Lei Orgânica do Município, promulgada em 25 de maio de 1990.
Presidente 2019-2020: Francisco Albanes Machado Fiúza (PP)
Presidente 2017-2018: Sabryna Lays Cunha da Rocha (PSD).
Vereadores 2017-2020 (8ª Legislatura)
Edinardo Miranda Candido (PR)
Francisco Albanes Machado Fiuza (PP)
Francisco Célio Scipião Da Silva (PEN)
José Maria Mendes Leite (PR)
Lairton Barros Da Silva (PV)
Laiz Suênia Alencar Ramalho (SD)
Maria Adriana Silva Albino (PDT)
Maria Gorette Cavalcanti Bastos Sobrinha (PDT)
Natália Silva Mesquita Lima (PTC)
Raimundo Elvis Acombido (PV)
Sabryna Lays Cunha da Rocha (PSD)

## Turismo

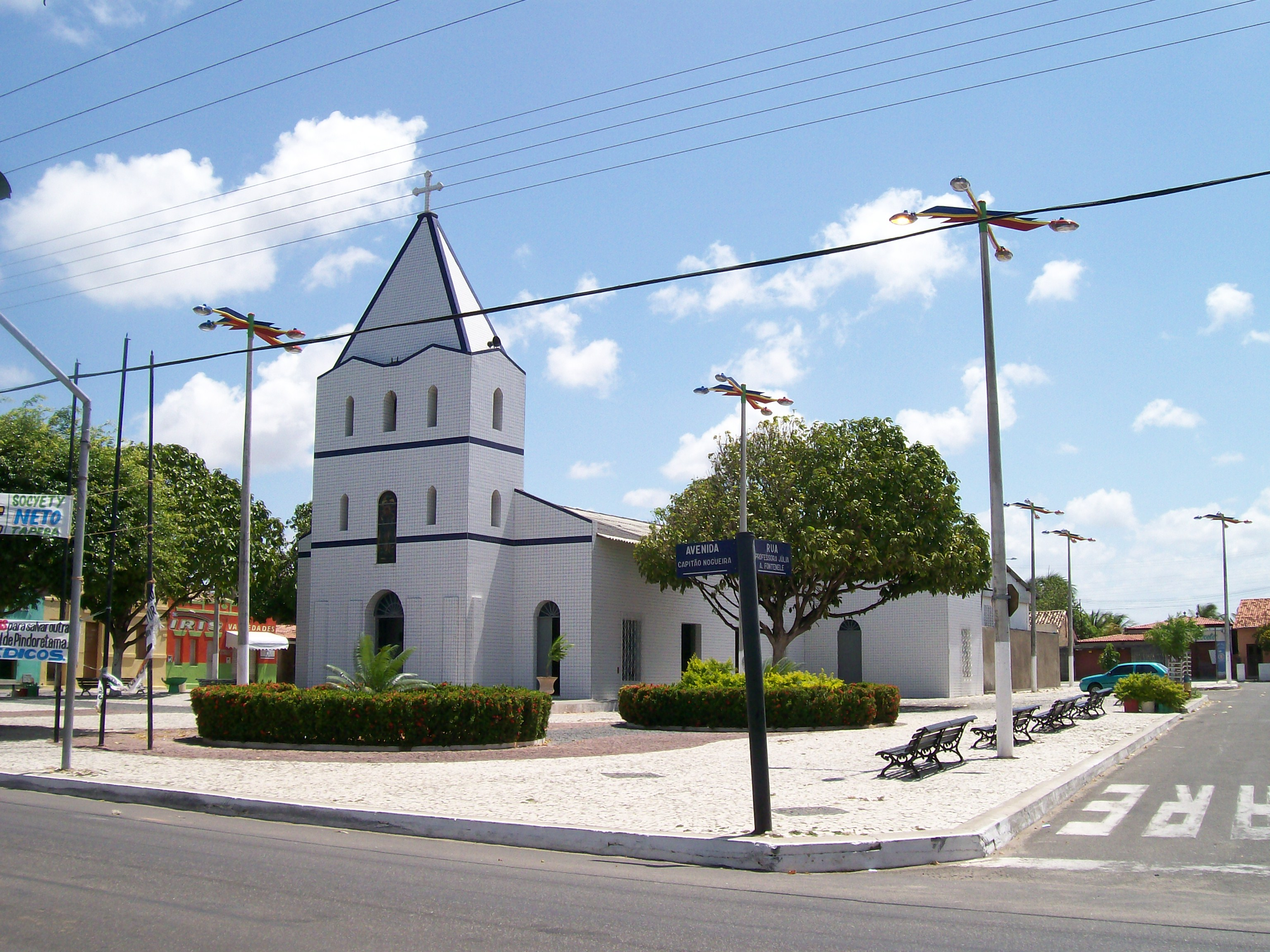
Igreja Matriz de Pindoretama

### Igreja Matriz de Pindoretama
A Praça da Matriz de Pindoretama, situada no centro da cidade, às margens da Av. Cap. Nogueira, é um dos principais pontos de encontros dos pindoretamenses. Um lugar aconchegante, onde crianças brincam com suas famílias em segurança. Também é o ponto de encontro de idosos, que conversam sentados nos bancos de madeira sob as sombras dos seus pés de jambo.
Lá são realizadas algumas das maiores festas do município, tais como a da Padroeira e onde os desfilantes do "7 de setembro" passam em continência as autoridades que ficam nos palanques bem ao lado da Praça.

### Engenhos de cana-de-açúcar
Os engenhos de cana-de-açúcar já fazem parte do cartão postal da cidade. Nos últimos anos eles vêm se tornando pontos turísticos do município, visitados pela maioria dos turistas que viajam pelo litoral leste do Ceará

### Feira do Mercado Público
A feira do mercado público, assim como é conhecida, traz consigo muitos anos de existência, feirantes de vários lugares vendem seus mais variados produtos.

### Festival PindoreCana
Criado com o intuito de valorizar a cultura da cana-de-açúcar e aumentar o fluxo turístico para o município, o Pindorecana tornou-se uma espetacular opção para turistas conhecerem a cultura do povo cearense. Parceiros e empreendedores apresentam os produtos da cadeia produtiva de cana-de-açúcar e todos, junto à população do município, participam de uma grande oportunidade de negócios, aprendizado e entretenimento. No evento também é apresentada e exposta a maior rapadura do mundo.